# 相模海槽特大地震

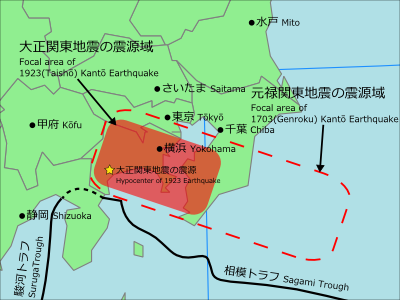
大正關東地震和元祿地震的震源域

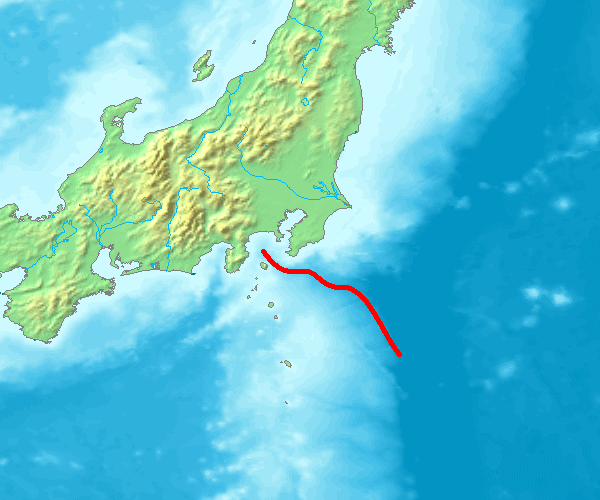
相模海槽的位置

相模海槽特大地震是指在相模海槽周期性发生的大地震。日本列岛地处欧亚大陆板块、北美洲板块、太平洋板块和菲律宾板块四个板块的交界处，是环太平洋火山地震带的重要一环。太平洋板块、北美洲板块和欧亚大陆板块、菲律宾板块在这一区域挤压碰撞，使得日本列岛逐渐从海底突起，在日本及其附近地区形成两千余个活跃断层，使得日本附近地区地震灾害频繁发生。相模海槽是菲律宾海板块和鄂霍次克板块的邊界，也是大地震频繁的隱沒帶之一。

## 過去的相模海槽地震

### 鎌倉大地震
正應6年4月12日（1293年5月19日），關東地方發生地震。在建長寺等許多神社佛閣倒塌，也造成了有許多人罹難。『鎌倉大日記』記載，再來某日也發生了應該是餘震的地震，有許多建築物倒塌、和土砂災害等，結果導致了有23,000人罹難。另外也發現到，在鎌倉幕府執權・北條貞時利用救災的混亂，命人襲撃了專橫的平賴綱的宅邸，也成功了討伐賴綱父子（平禪門之亂）。朝廷重視地震的發生、之後發生的乾旱等，同年8月5日（9月6日），改元永仁。2008年，在東京大學地震研究所分析在三浦半島小網代灣的堆積物的結果，發現因鎌倉大地震發生巨大海嘯的痕跡。在7年之後，在日本政府的地震調查委員會認為，永仁關東地震是相模海槽和分岐斷層國府津－松田斷層帶活動引發的連續地震。

### 元祿地震

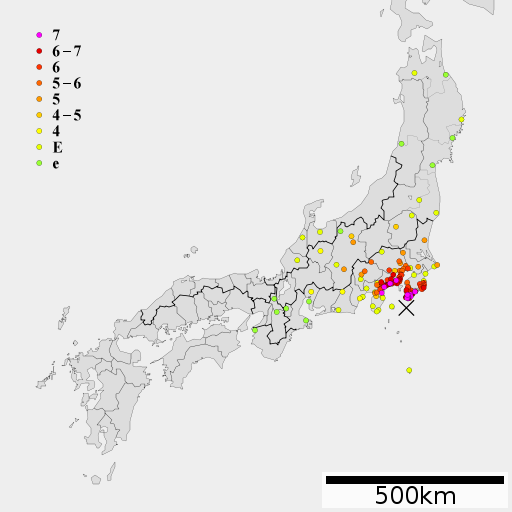
元祿地震的震度分布图

元祿地震是指1703年12月31日发生于日本關東地方的一场地震。该次地震震中位于房總半島近海，震级为M8.2级。在小田原和江戶（現東京）和房總半島等關東地區的廣大地區都造成了巨大破壞。地震之後就發生了房屋損壞和大火和巨大海嘯等，導致了超過有10,000人罹難。

### 大正關東地震

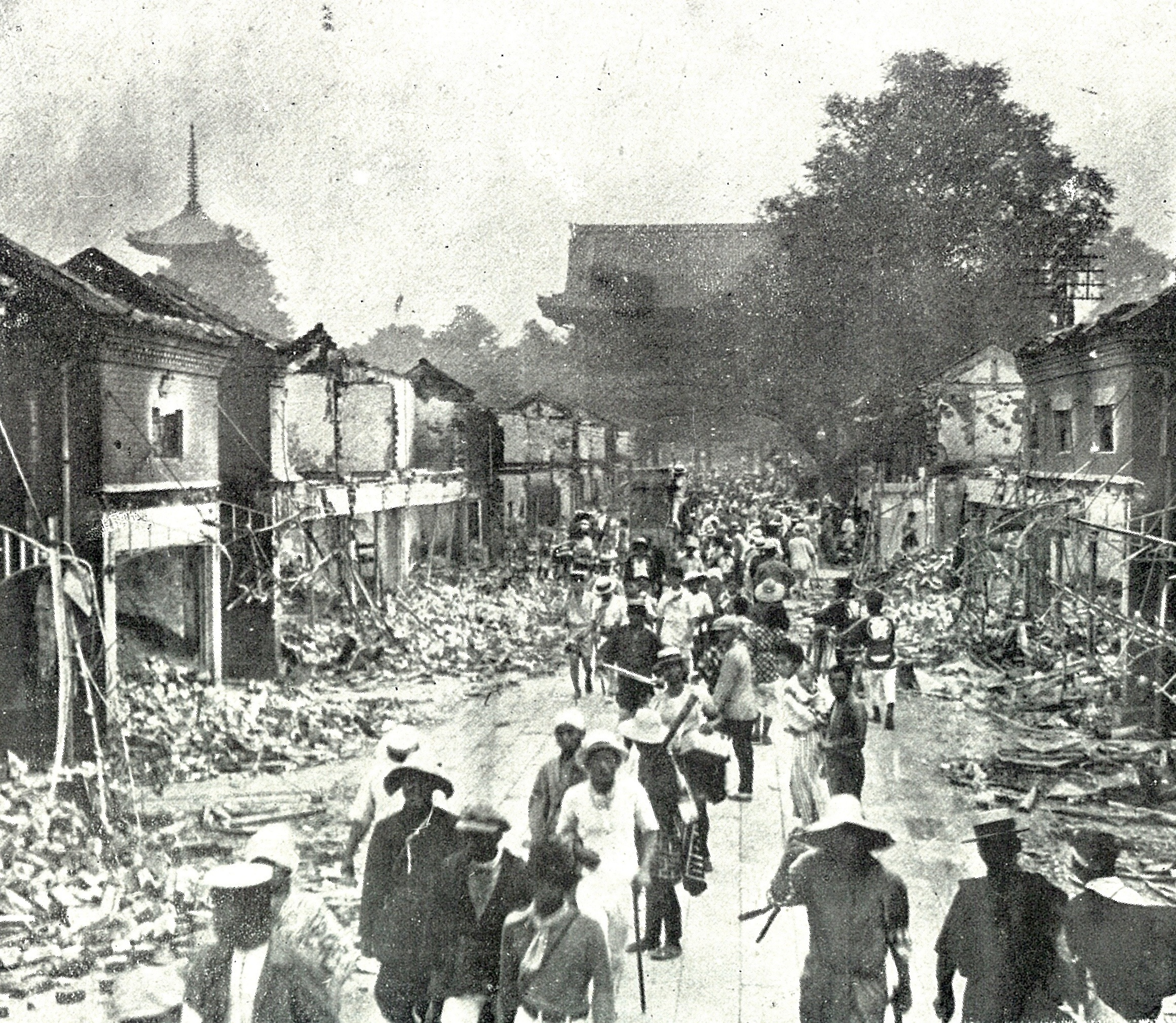
大正關東地震

關東大地震是一場在1923年9月1日於當地時間上午11點58分，發生在日本關東平原的強烈地震災害，矩震級是8.1，震源深度為15公里到25公里，震央位於在神奈川縣相模灣的伊豆大島外海，這也屬於為上下震動型的強烈地震。該次地震影響範圍包括了東京府 (今東京都), 神奈川縣, 千葉縣以及靜岡縣。該次地震持續的時間眾講紛紜，大約是4分鐘到10分鐘。但是主震發生之後，日本時間在中午12點01分和03分又分別發生規模是7.3與7.2的餘震，這三次地震合計持續為5分鐘以上。該次地震對東京和橫濱兩個日本巨大城市都造成了毀滅性的破壞，受災範圍廣以及整個關東地方。關東大地震罹難人數估計大約有100,000人到142,000人（包括大約40,000人失蹤，被推定都已經罹難）之間。這是大日本帝國期間最嚴重的自然災害。根據在鹿島建設的研究報告顯示，截至2005年9月，總共有105,000人證實死於關東大地震。

## 外部連結
- 地震調査研究推進本部
  - 相模トラフ （页面存档备份，存于）
  - 相模トラフ沿いの地震活動の長期評価について （页面存档备份，存于） 平成16年8月23日
  - 相模トラフ沿いの地震活動の長期評価（第二版）について （页面存档备份，存于） 平成26年4月25日
- 相模トラフ中部の海底地形・地質構造PDF海上保安庁水路部
- 平塚沖観測塔と海底地震観測施設（講演） （页面存档备份，存于）
- 相模湾初島沖「深海底総合観測ステーション」 （页面存档备份，存于）
- 森慎一, 藤岡換太郎, 有馬眞、「相模トラフ北部の海底地形と断層系の形成 ―5系統の断層発達史―」『地学雑誌』 2010年 119巻 4号 p.585-614, doi:10.5026/jgeography.119.585, 東京地学協会
- 房総半島南東沖の三重会合点東側の地震活動について（防災科研）PDF 地震予知連絡会会報 第75巻